# كوسوكي كوياما
كوسوكي كوياما (بالإنجليزية: Kōsuke Koyama)‏ هو عالم عقيدة نيوزيلندي، ولد في 10 ديسمبر 1929 في طوكيو في اليابان، وتوفي في 25 مارس 2009 بسبب ذات الرئة.